# معهد الحفريات الفقارية والباليوأنثروبولوجي
معهد علم الحفريات الفقارية والباليوأنثروبولوجي (بالصينية: 中国科学院古脊椎动物与古人类研究所) وتُعرف اختصارا ب(IVPP)، هي مؤسسة بحثية بارزة ومتحف للمستحثات؛ بما في ذلك العديد من عينات الديناصورات والتيروصورات. وتنصب بحوث المعهد على كل من الحفريات القديمة وتلك المتعلقة بما قبل التاريخ البشري.

## روابط خارجية
- Official website of IVPP
- The Collections Department of the IVPP